# Улітіна
Улітіна (ест. Ulitina; місцева вимова Ултіна, також використовуються назви Улітіно, Метсалаане) — село в Естонії, входить до складу волості Вярска, повіту Пилвамаа.